# Kampenwand
Die Kampenwand ist ein 1669 m ü. NHN hoher Berggipfel in den Chiemgauer Alpen. Sein Gipfelkreuz ist das größte in den Bayerischen Alpen und weithin sichtbar.
Im Winter ist hier ein kleines Skigebiet, im Sommer das Revier von Drachen- und Gleitschirmfliegern. Auch bei Kletterern, Wanderern und Mountainbikern ist der Berg beliebt. Insbesondere die Südseite des Berges bietet zahlreiche Kletterrouten aller Schwierigkeitsgrade.

## Namensgebung
Der Name leitet sich von ihrem Aussehen ab: Der gezackte Gipfelgrat erinnert an den Kamm auf dem Kopf eines Hahnes. Dank ihres markanten Profils und ihrer exponierten Lage ist die Kampenwand weithin sichtbar, so zum Beispiel von der Rampe der Autobahn A8 am Irschenberg aus. 
Zum hohen Bekanntheitsgrad der Kampenwand trägt außerdem ein berühmter bairischer Schüttelreim bei:

„I gangat gern auf d’Kampenwand, wann i mit meiner Wamp’n kannt’.“

„Ich ginge gerne auf die Kampenwand, wenn ich mit meinem dicken Bauch es könnte.“

## Lage und Umgebung
Der 1669 Meter hohe Hauptgipfel der Kampenwand liegt auf der Gemarkung Hohenaschau der Gemeinde Aschau, 420 m nördlich der Grenze zur Gemarkung Schlechinger Forst der Gemeinde Schleching. 5950 m im Süden grenzt der 1808 m hohe Geigelstein an die Kampenwand und im Norden am Fuße mit dem Chiemsee die Gemeinde Bernau am Chiemsee. Der Chiemsee liegt 8236 m Luftlinie nördlich des Gipfels (Irschener Winkel nahe der Mündung der Bernauer Achen).

## Gipfel

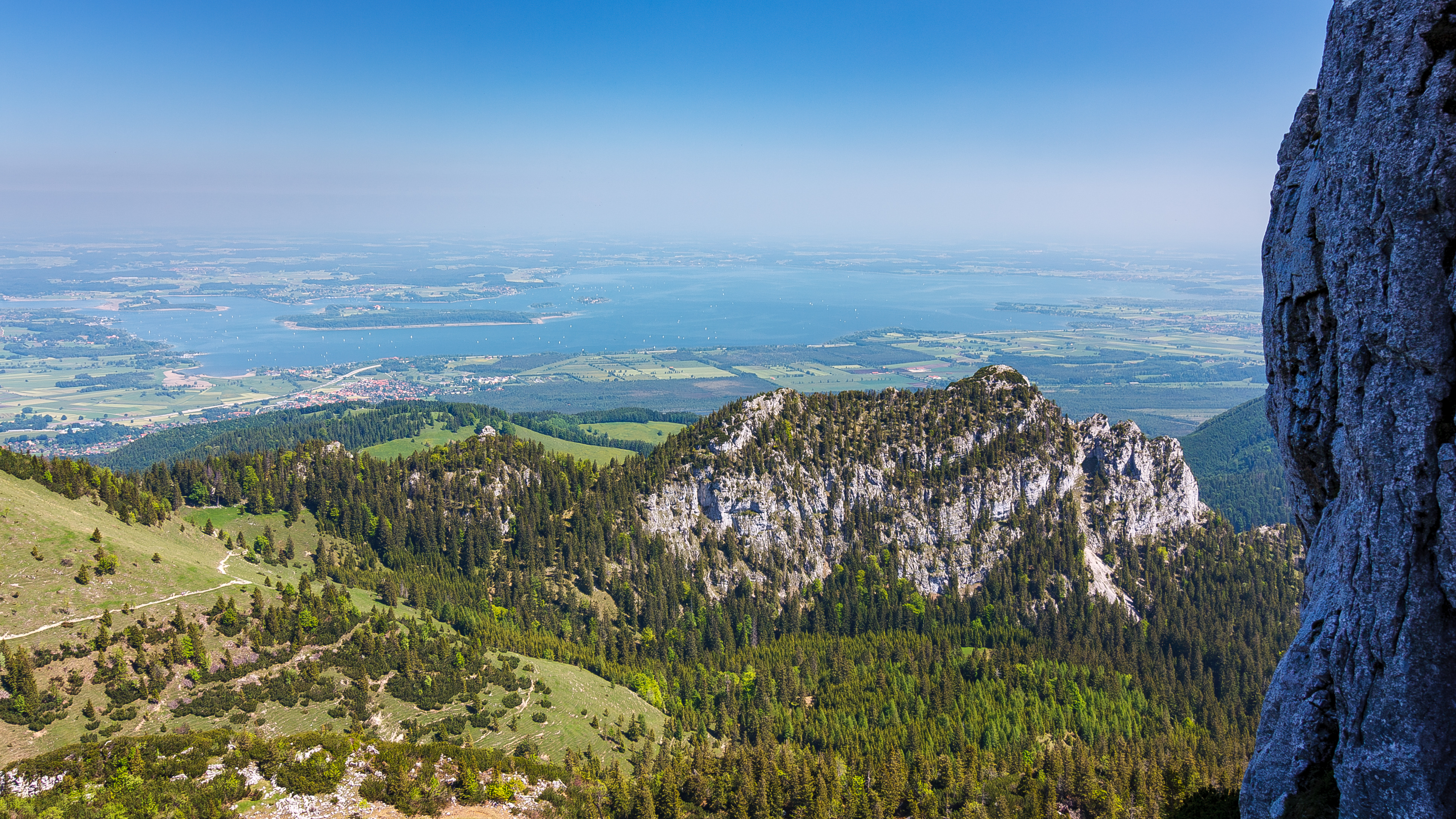
Die 1398 m hohe Gedererwand

- Kampenwand Hauptgipfel 1669 m
- Kampenwand Ostgipfel 1664 m mit dem 12 m hohen Gipfelkreuz
- Hochplatte 1587 m
- Scheibenwand 1598 m
- Bauernwand 1580 m
- Sonnwendwand 1512 m
- Sulten 1486 m
- Gedererwand 1398 m
- Erlbergkopf 1134 m
- Haindorfer Berg 1122 m
- Adersberg 991 m

## Seilbahn

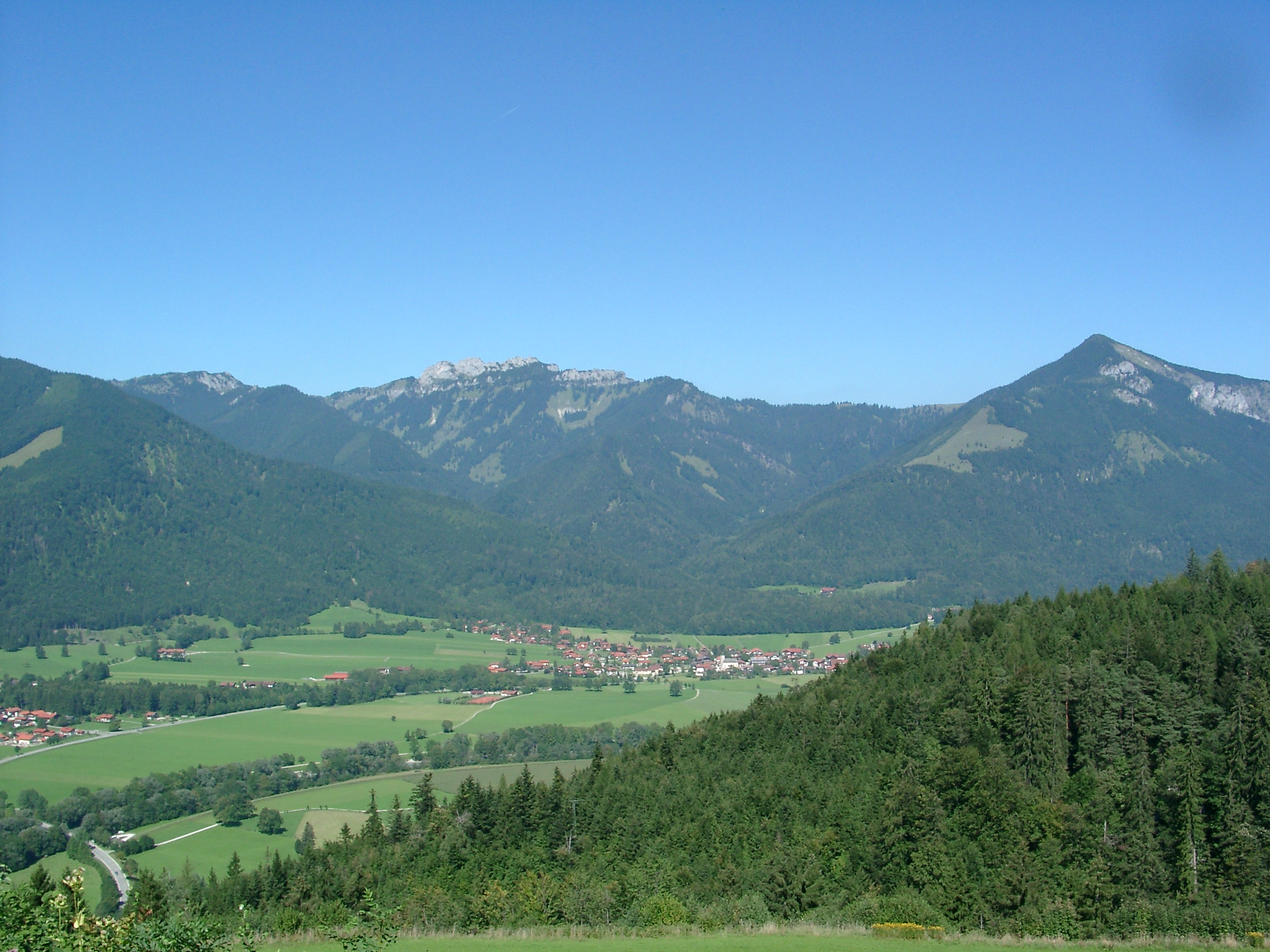
Schleching mit Kampenwand

Von Aschau führt die 1957 erbaute Kampenwandbahn hinauf. Die Talstation liegt dabei auf 620 m und die Bergstation auf 1470 m. Die Fahrzeit mit den Vier-Personen-Gondeln beträgt etwa 14 Minuten.
In der Umgebung der Bergstation gibt es zahlreiche Almen mit Einkehrmöglichkeit.

## Gipfelkreuz

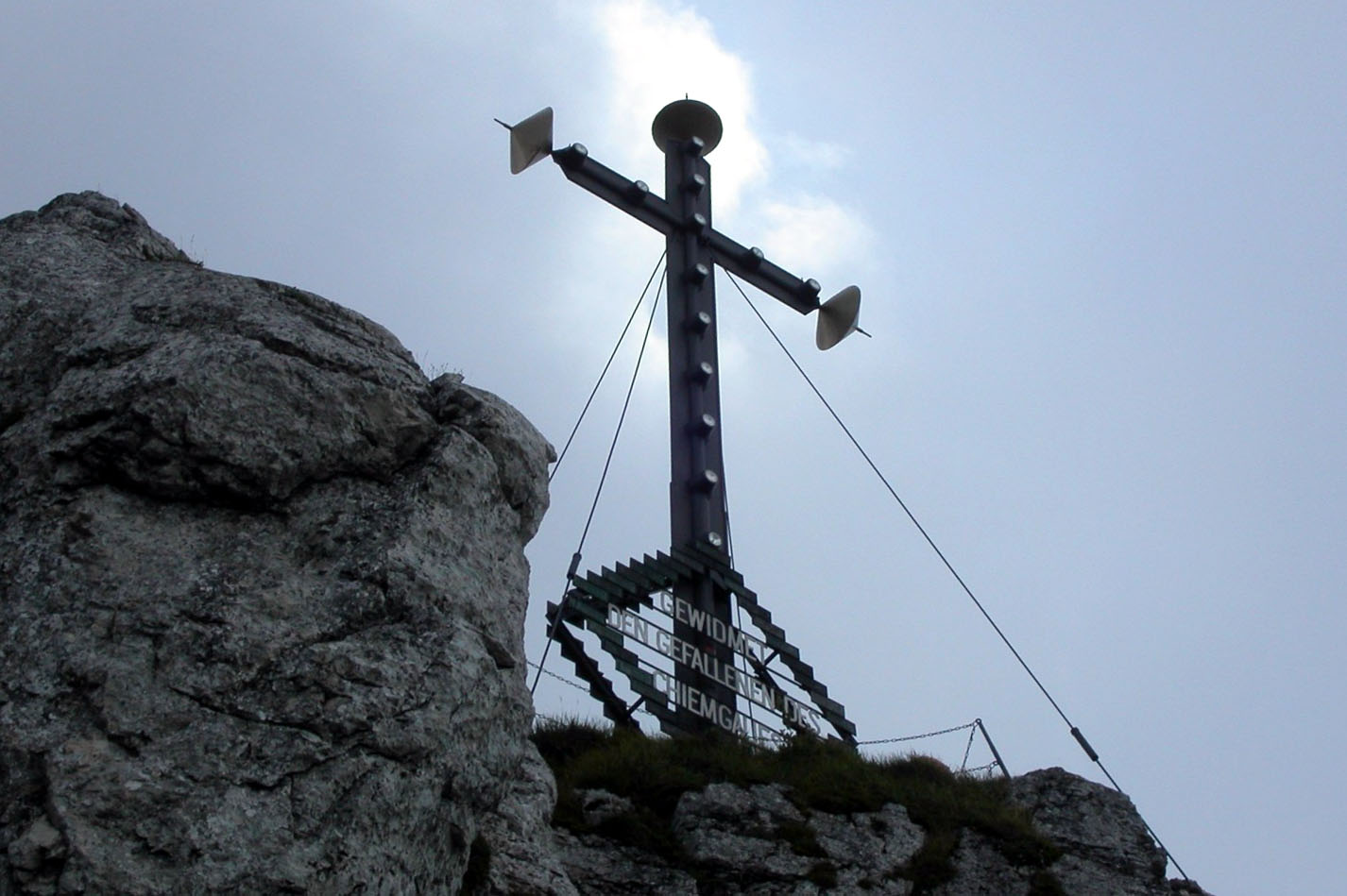
Gipfelkreuz

Das Gipfelkreuz auf dem Ostgipfel, auch Chiemgaukreuz genannt, wurde 1950 zum Gedenken an die Chiemgauer Opfer der beiden Weltkriege durch Bürger der Gemeinde Höslwang aufgestellt. Das seit 1923 bestehende Holzkreuz war ein paar Jahre vorher durch einen Blitzschlag zerstört worden, so dass man sich auf die Aufstellung eines neuen Kreuzes einigte. Dieses wurde Stück für Stück aus Alteisen zusammengeschweißt und im Sommer 1949 mit zwei Mulis und mehreren Helfern bis zu den Felswänden transportiert und dann mittels einer Handwinde zum Gipfel hochgezogen. Die Einweihung mit kirchlichem Segen erfolgte am 26. August 1951. Seitdem findet ein Gottesdienst jedes Jahr am letzten Sonntag des August statt. Die jeweils an einigen Tagen im Jahr stattfindende Beleuchtung des Kreuzes wird seit 2003 durch eine Solaranlage ermöglicht. Das Gipfelkreuz ist mit seinen zwölf Metern Höhe das höchste Bergkreuz in den Bayerischen Alpen.

## Geologie
Der Gipfelkamm der Kampenwand besteht aus Wettersteinkalk, der den steil aufgestellten Südflügel der zur Kampenwand-Schubmasse gehörenden Sulten-Mulde bildet. Die Muldenachse dieser Struktur verläuft nördlich der Kampenwand über den vorgelagerten Sulten, der aus Hauptdolomit aufgebaut ist. Nach einer Unterbrechung im tiefen Einschnitt des Rottauer Tals setzt sie sich am Staffen in der Staffen-Mulde weiter nach Osten fort. Die Kampenwand-Schubmasse stellt die vorspringende Stirn der Lechtal-Decke, die ihrerseits auf einer weit größeren Muldenstruktur der Allgäu-Decke zu liegen kommt – der Kampenwand-Niedernfels-Mulde. Diese gewaltige Mulde enthält Gesteine der Unterkreide und des Cenomaniums. An ihrem recht einfach gebauten Nordflügel befindet sich die Haindorf-Schwarzenberg-Zone.